# Jan Švankmajer
Jan Švankmajer (Prága, 1934. szeptember 4. –) cseh szürrealista művész. Több művészeti ágban is alkot. Szürrealista animációs filmjeiről ismert, amelyek nagy hatást gyakoroltak többek között Tim Burton, Terry Gilliam, és a Quay fivérek munkásságára.
Švankmajer évtizedek óta használja egyedi módon a stop-motion technikát, filmjei szürreálisak, rémálomszerűek mégis humorosak. Jelenleg Prágában él. A Rovarokat 2018-ban közösségi finanszírozás segítségével készítette el, ami saját bevallása szerint az utolsó nagyjátékfilmje. 
Švankmajer műveire jellemző a hanghatások előtérbe helyezése ás eltúlzása. Animációs filmjeinek tárgyi világa rendkívül gazdag, a tárgyak gyakran életre kelnek, általuk erőteljesen épít a taktilis érzékelésre. Visszatérő motívumai közé tartozik az étel, a gyerekkor, a színpad, filmjeinek gyakori témája az erotika és a halál. A stop-motion technika legtöbb művében jelen van, amit nagyjátékfilmjeiben élőszereplős részekkel ötvöz. Több filmjében, mint például a Le a pincébe! (1982) című rövidfilmben a gyerek-perspektíva érvényesül, ám gyakran ugyanezek a filmek nagyon felkavaró, sőt agresszív természetűek.

## Munkássága

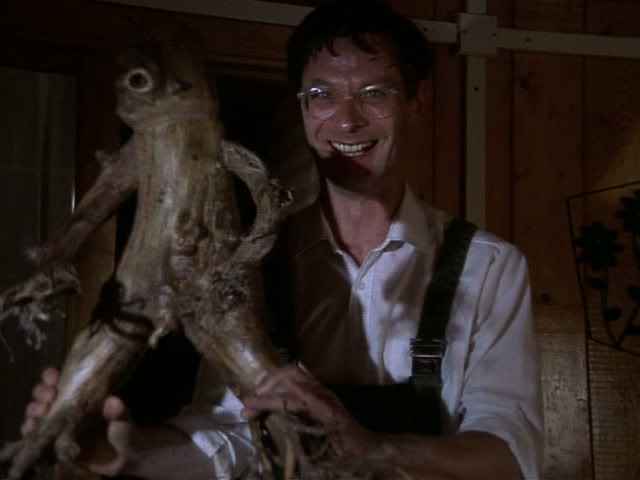
Állókép az Ottóka (2000) című filmből.

Napjainkban Švankmajer a világ legjobban ünnepelt animátorai közé tartozik. Legismertebb művei valószínűleg nagyjátékfilmjei, az Alice (1988), a Faust (1994), a Gyönyör összeesküvői (1996), az Ottóka (2000), a Holdkór (2005), Túlélni az életet (2010) és a Hymz (2018). Közülük több is szabadon értelmezett adaptáció, mint például a Holdkór, ami egy olyan horror-vígjáték, amely Edgar Allan Poe és De Sade márki művein alapszik. Szürrealista lévén a rendező gyakran hivatkozik pszichoanalízissel kapcsolatos elméletekre. Túlélni az életet című filmjében a pszichoanalízis történetszervező elemmé nemesül. Szintén jól ismert (és utánzott), A párbeszéd dimenziói (1982) című animációs rövidfilmje, melynek egyik epizódjában Giuseppe Arcimboldo-tól kölcsönzött fejek addig csépelik egymást, amíg fokozatosan egymás pépesített másolataivá nem válnak. Filmjeiről azt állítják, hogy „érzelmileg ugyanannyira kimerítők, mint Kafka történetei”.
Miloš Forman a következő idézettel csinált hatásos reklámot a rendezőnek „Disney + Buñuel = Svankmajer”

## Magánélete
Felesége, Eva Švankmajerová nemzetközileg ismert szürrealista festő, keramikus és író 2005 októberében halt meg. Eva férjének több filmjében közreműködött, például a Faustban, az Ottókában és az Alice-ben.

## Filmográfia

### Nagyjátékfilmek
| Év   | Eredeti cím       | Magyar cím                                     | Megjegyzés |
| ---- | ----------------- | ---------------------------------------------- | --- |
| 1988 | Něco z Alenky     | Alice                                          | Lewis Carroll Alice Csodaországban című könyve felhasználásával. Alternatív magyar cím: Valami Alice                                                                      |
| 1994 | Lekce Faust       | Faust                                          | A Faust legenda (beleértve a hagyományos cseh bábjátékos verziókat), Christopher Marlowe Doktor Faustus tragikus históriája, és Goethe Faust című művek felhasználásával. |
| 1996 | Spiklenci slasti  | A gyönyör összeesküvői                         | |
| 2000 | Otesánek          | Ottóka                                         | Karel Jaromír Erben: Otesánek című műve és egy cseh népmese felhasználásával                                                                                              |
| 2005 | Šílení            | Holdkór                                        | Edgar Allan Poe Dr. Kátrány és Toll professzor módszere és Az elsietett temetés című művei felhasználásával                                                               |
| 2010 | Přežít svůj život | Túlélni az életet (elméletben és gyakorlatban) | |
| 2018 | Hmyz              | Bogarak                                        | Karel Čapek és Josef Čapek: A rovarok életéből című színdarab felhasználásával                                                                                            |

## Jegyzetek

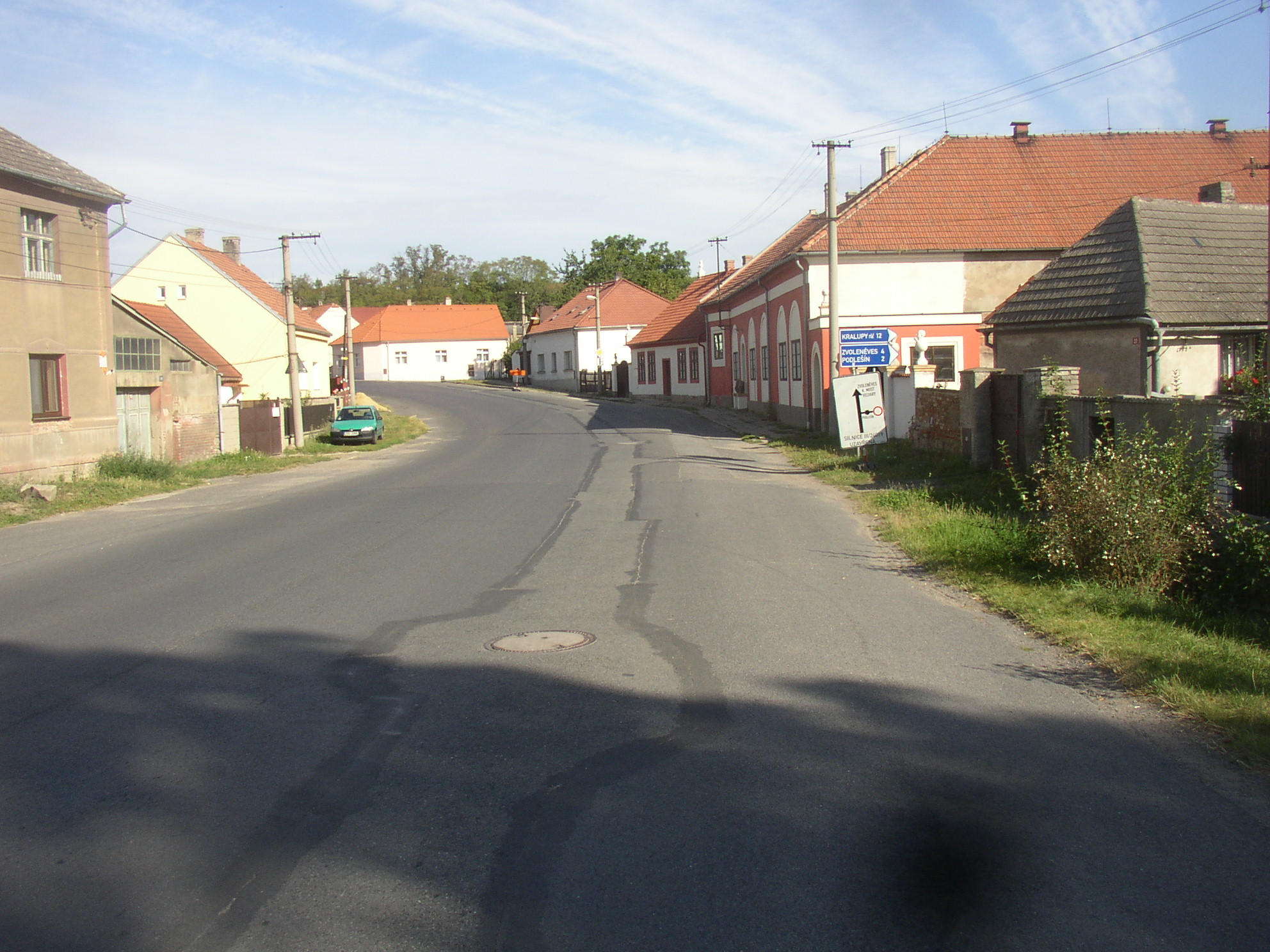
Jobb oldalt a prágai Athanor filmgyár, ahol Švankmajer valamennyi filmje készült.

### Rövidfilmek

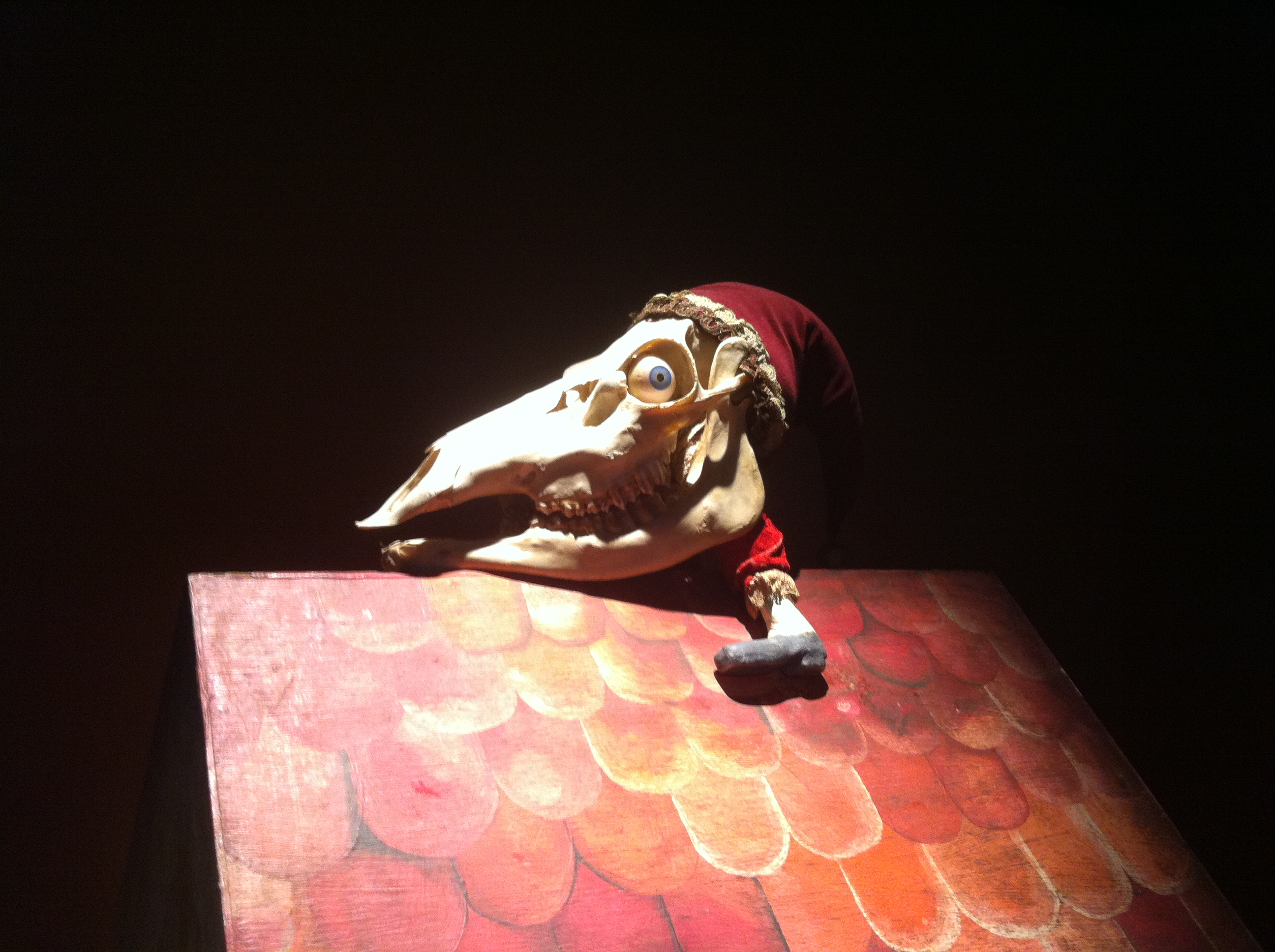
Bábu a Valami Alice (1988) című filmből.

| Year    | Eredeti cím                                      | Angol cím                                 | Magyar cím                       | Megjegyzés                                                                                                  |
| ------- | ------------------------------------------------ | ----------------------------------------- | -------------------------------- | --- |
| 1964    | Poslední trik pana Schwarcewalldea a pana Edgara | The Last Trick                            | Az utolsó trükk                  | |
| 1965    | Johann Sebastian Bach: Fantasia G-moll           | Johann Sebastian Bach: Fantasy in G minor |                                  | |
| 1965    | Spiel mit Steinen                                | Game with Stones                          |                                  | |
| 1966    | Rakvičkárna                                      | Punch and Judy                            |                                  | Alternatív angol címek: The Coffin Factory, The Lych House                                                  |
| 1966    | Et Cetera                                        | Et Cetera                                 | Et Cetera                        | |
| 1967    | Historia Naturae                                 | Historia Naturae                          | Historia Naturae                 | |
| 1968    | Zahrada                                          | The Garden                                |                                  | |
| 1968    | Byt                                              | The Flat                                  |                                  | Megtalálható a Little Otik DVD-n.                                                                           |
| 1968    | Picknick mit Weissmann                           | Picnic with Weissmann                     |                                  | |
| 1969    | Tichý týden v domě                               | A Quiet Week in the House                 |                                  | |
| 1970    | Don Šajn                                         | Don Juan                                  |                                  | |
| 1970    | Kostnice                                         | The Ossuary                               |                                  | Dokumentumfilm a Sedleci osszáriumról.                                                                      |
| 1971    | Žvahlav aneb šatičky slaměného Huberta           | Jabberwocky                               |                                  | Lewis Carroll: Gruffacsór című verse alapján.                                                               |
| 1972    | Leonardův deník                                  | Leonardo's Diary                          |                                  | |
| 1973–79 | Otrantský zámek                                  | Castle of Otranto                         |                                  | Horace Walpole: The Castle of Otranto című műve alapján.                                                    |
| 1980    | Zánik domu Usherů                                | The Fall of the House of Usher            |                                  | Edgar Allan Poe: Usher-ház vége című műve alapján.                                                          |
| 1982    | Možnosti dialogu                                 | Dimensions of Dialogue                    | A párbeszéd lehetőségei          | |
| 1983    | Do pivnice                                       | Down to the Cellar                        | Le a pincébe!                    | |
| 1983    | Kyvadlo, jáma a naděje                           | The Pendulum, the Pit and Hope            |                                  | Edgar Allan Poe: A kút és az inga és Auguste Villiers de L'Isle-Adam: A Torture by Hope című művei alapján. |
| 1988    | Mužné hry                                        | Virile Games                              |                                  | Alternatív angol cím: The Male Game                                                                         |
| 1988    |                                                  | Another Kind of Love                      |                                  | Zenés videoklip Hugh Cornwell számára.                                                                      |
| 1988    | Zamilované maso                                  | Meat Love                                 |                                  | |
| 1989    | Tma, světlo, tma                                 | Darkness/Light/Darkness                   | Sötétség, világosság, sötétség   | |
| 1989    | Flora                                            | Flora                                     | Flora                            | |
| 1989    |                                                  | Animated Self-Portraits                   |                                  | Antológia 27 animátor részvételével.                                                                        |
| 1990    | Konec stalinismu v Čechách                       | The Death of Stalinism in Bohemia         | A Sztálinizmus halála Bohémiában | |
| 1992    | Jídlo                                            | Food                                      |                                  | |

### Animátor és művészeti vezető
| Év   | Eredeti cím                 | Magyar cím                    | Rendező        |
| ---- | --------------------------- | ----------------------------- | -------------- |
| 1978 | Adéla ještě nevečeřela      | Nick Carter, a szuperdetektív | Oldřich Lipský |
| 1981 | Tajemství hradu v Karpatech | Várkastély a Kárpátokban      | Oldřich Lipský |
| 1982 | Upír z Feratu               | Vámpír négy keréken           | Juraj Herz     |
| 1983 | Návštěvníci                 | A látogatók                   | Jindřich Polák |
| 1984 | Tři veteráni                | A három obsitos               | Oldřich Lipský |